# Cyathea squarrosa
Cyathea squarrosa là một loài thực vật có mạch trong họ Cyatheaceae. Loài này được (Rosenst.) Domin mô tả khoa học đầu tiên năm 1929.